# Estación Tapenagá
Tapenagá es una estación de ferrocarril ubicada en el departamento homónimo, provincia del Chaco, Argentina. Se encuentra en inmediaciones del Río Tapenagá sobre la Ruta Provincial 13 a mitad de camino de las localidades de Charadai y Cote Lai.

## Servicios
Es una estación intermedia del servicio interprovincial que presta la empresa estatal Trenes Argentinos Operaciones entre las estaciones Los Amores y Cacuí, Provincia del Chaco.
Presta un servicio ida y vuelta cada día hábil entre cabeceras.
Las vías por donde corre el servicio, corresponden al Ramal F del Ferrocarril General Belgrano, las mismas son propiedad del estado de la Provincia del Chaco.